# Andy Gray (ur. 1955)
Andy Gray (ur. 30 listopada 1955 w Glasgow) – szkocki piłkarz grający na pozycji napastnika, reprezentant kraju.

## Życiorys
Urodził się 30 listopada 1955 w Glasgow.
Profesjonalną karierę piłkarską rozpoczął w Dundee United F.C., gdzie grał w latach 1973–1975. W sezonie 1974/1975 został, wspólnie z Williamem H. Pettigrew królem strzelców ligi szkockiej W latach 1975–1979 grał w Aston Villi, gdzie w 1977 zdobył tytuł najlepszego młodego piłkarza (PFA) oraz piłkarza roku w Anglii, a wspólnie z Malcolmem Macdonaldem został królem strzelców Football League First Division. Od 1979 do 1983 grał w Wolverhampton Wanderers F.C., skąd przeszedł do Evertonu, gdzie grał przez dwa lata. W 1985, wraz z Walerijem Gazzajewem i Antonínem Panenką, został królem strzelców Pucharu Zdobywców Pucharów. W 1985 powrócił do Aston Villi, skąd w 1987 został wypożyczony do Notts County F.C. W latach 1987–1988 grał w West Bromwich Albion F.C., skąd trafił do Rangers. Karierę sportową zakończył w 1990 po sezonie w Cheltenham Town F.C.
Kariera reprezentacyjna
W reprezentacji Szkocji zadebiutował 17 grudnia 1975 w meczu z Rumunią. Do 1985 rozegrał 20 meczów, zdobywając 7 bramek i 1 czerwoną kartkę.